# Oberstaufenbach

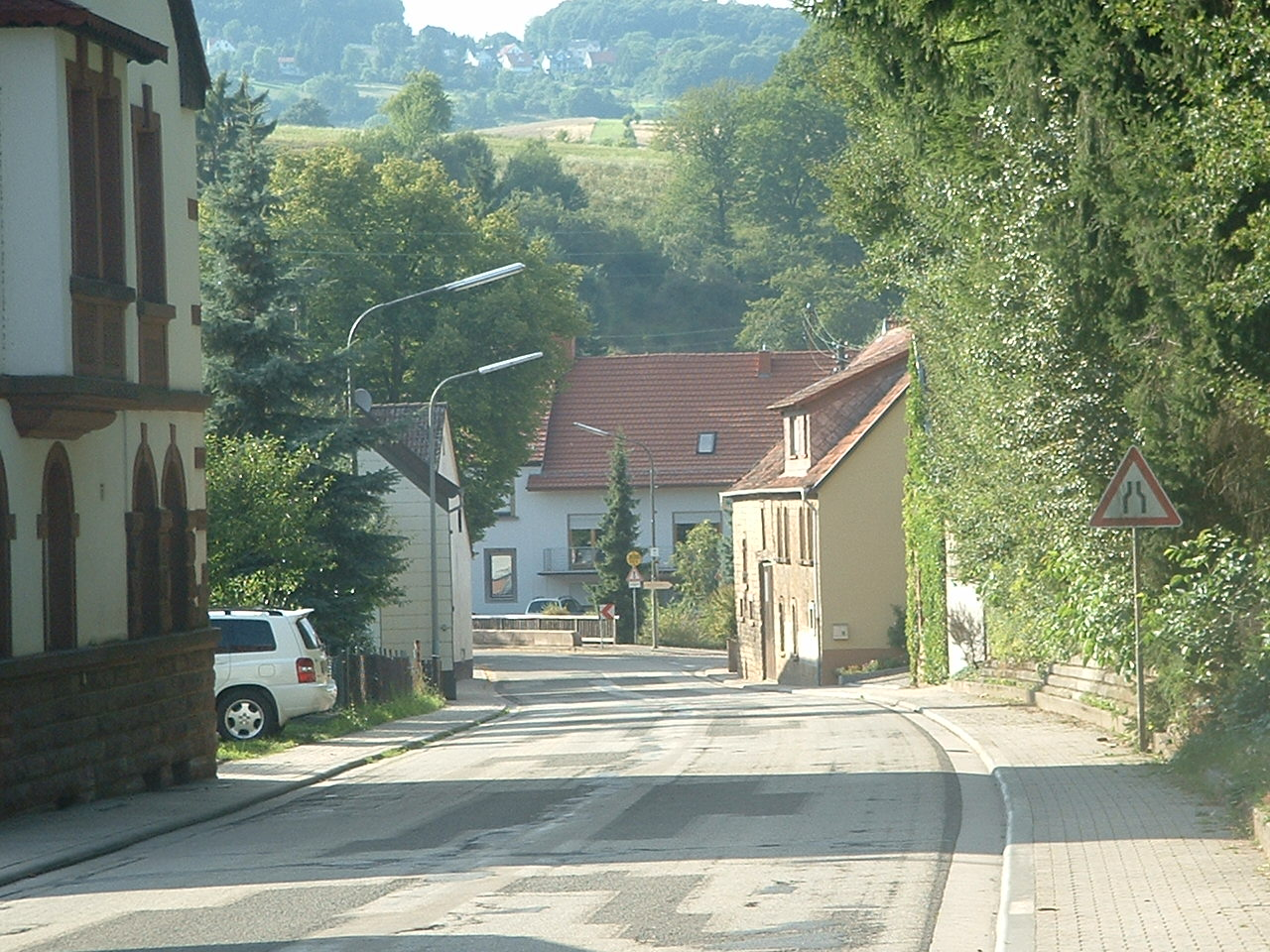
Ortsbild von oberstaufenbach

Oberstaufenbach ist eine Ortsgemeinde im Landkreis Kusel in Rheinland-Pfalz. Sie gehört der Verbandsgemeinde Kusel-Altenglan an.

## Geographie

### Lage
Der Ort liegt im Nordpfälzer Bergland innerhalb des Musikantenland in der Westpfalz. Südlich schließt sich bereits der Landkreis Kaiserslautern an. Im Norden befindet sich Niederstaufenbach, im Südosten Reichenbach-Steegen und südwestlich liegt Neunkirchen am Potzberg. Zu Oberstaufenbach gehört zusätzlich der Wohnplatz Birkenhof.

### Gewässer
Mitten durch Oberstaufenbach verläuft der Reichenbach. Innerhalb der Gemeindegemarkung nimmt er jeweils von links den Limbach und den Gerschbach auf. Der Oberlauf des Niederstaufenbach  befindet sich ebenfalls auf dem Gebiet von Oberstaufenbach.

## Geschichte
Im Mittelalter befand sich im Gemeindegebiet die Heidenburg.
Bis Ende des 18. Jahrhunderts gehörte der Ort zur Kurpfalz und unterstand dort dem Oberamt Lauterecken sowie der Schultheißerei Reichenbach.
Von 1798 bis 1814, als die Pfalz Teil der Französischen Republik (bis 1804) und anschließend Teil des Napoleonischen Kaiserreichs war, war Oberstaufenbach in den Kanton Wolfstein eingegliedert. 1815 gehörte der Ort zunächst zu Österreich. Nach dem Wiener Kongress wurde er ein Jahr später dem Bayern zugeschlagen. Von 1818 bis 1862 gehörte Ober-Staufenbach – so die damalige Schreibweise – weiterhin dem Kanton Wolfstein an und war Bestandteil des Landkommissariat Kusel, das anschließend in ein Bezirksamt umgewandelt wurde.
1939 wurde der Ort in den Landkreis Kusel eingegliedert. ach dem Zweiten Weltkrieg wurde die Gemeinde innerhalb der französischen Besatzungszone Teil des damals neu gebildeten Landes Rheinland-Pfalz. Im Zuge der ersten rheinland-pfälzischen Verwaltungsreform wurde Oberstaufenbach 1972 Bestandteil der Verbandsgemeinde Altenglan. Seit 2018 gehört der Ort zur Verbandsgemeinde Kusel-Altenglan.

## Bevölkerungsentwicklung
Die Entwicklung der Einwohnerzahl von Oberstaufenbach, die Werte von 1871 bis 1987 beruhen auf Volkszählungen:
| Jahr | Einwohner |
| ---- | --------- |
| 1815 | 161       |
| 1835 | 195       |
| 1871 | 202       |
| 1905 | 216       |
| 1939 | 183       |
| 1950 | 213       |
| 1961 | 206       |

| Jahr | Einwohner |
| ---- | --------- |
| 1970 | 218       |
| 1987 | 190       |
| 1997 | 250       |
| 2005 | 261       |
| 2011 | 244       |
| 2017 | 262       |
| 2023 | 274       |

## Politik

### Bürgermeister
Thorben Müller wurde 2024 Ortsbürgermeister von Oberstaufenbach.
Sein Vorgänger war Thomas Andes seit Juli 2019. Da bei der Direktwahl am 26. Mai 2019 kein Bewerber angetreten war, erfolgte die anstehende Neuwahl gemäß Gemeindeordnung durch den Rat. Dieser entschied sich einstimmig für Andes.
Vorgänger von Andes waren der 2016 ebenfalls vom Rat gewählte Eckhard Schneidereit, Nicole Fleischer bis zu ihrem Wegzug aus der Gemeinde zum 31. Oktober 2015, sowie bis 2014 Wilhelm Junk.

### Wappen
Im Wappen wird mit dem Wellenbalken (Bach) und dem Felsen (Stauf) der Ortsnamen dargestellt. Der goldene Löwe verweist auf die Kurpfalz, zu der Oberstaufenbach früher gehörte.

## Kultur
Die Oberstaufenbachermühle ist als Denkmalzone ausgewiesen. Hinzu kommen insgesamt vier Einzelobjekte, die unter Denkmalschutz stehen.

## Wirtschaft und Infrastruktur

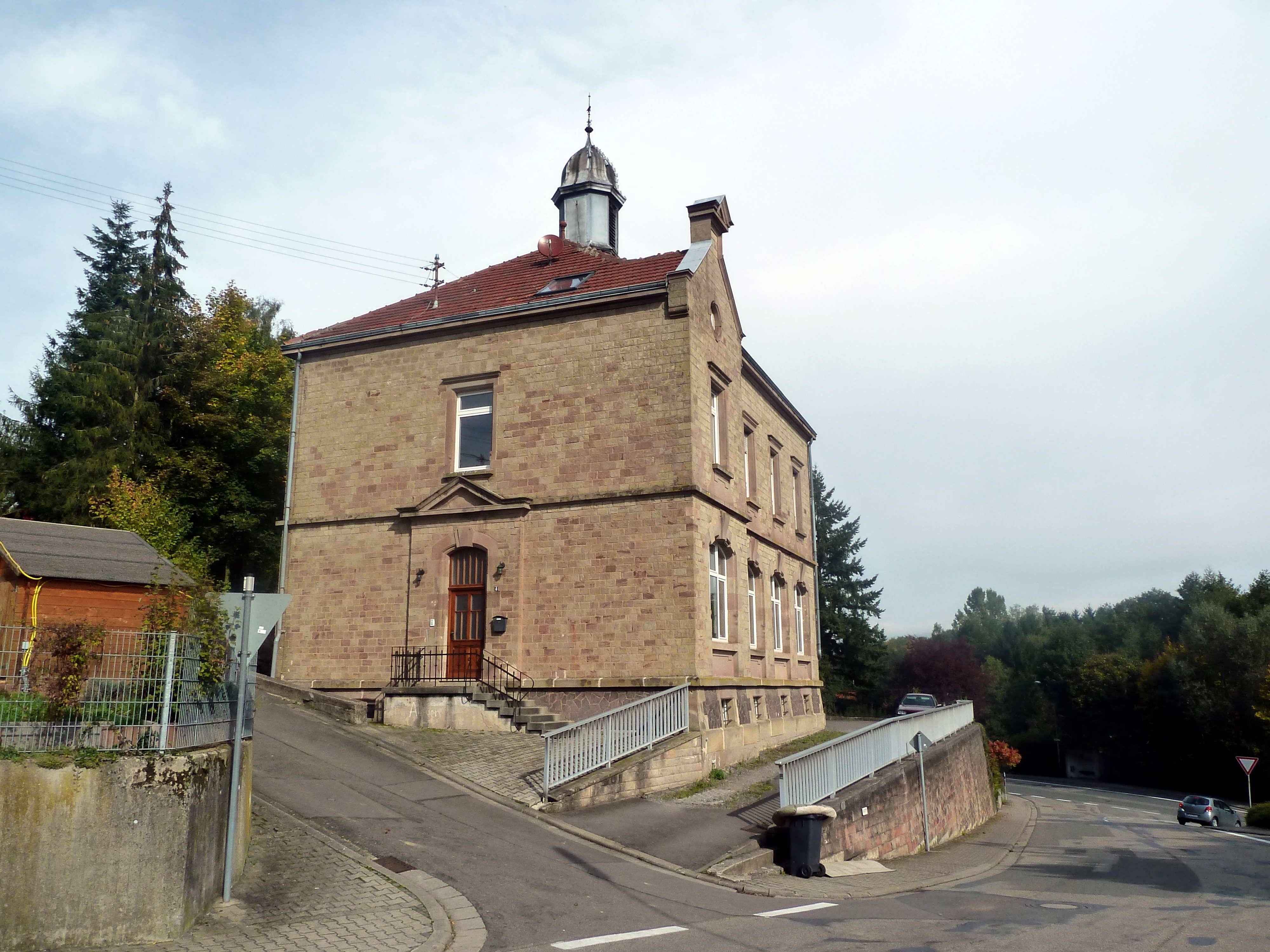
Frühere Schule

### Wirtschaft
Im 19. Jahrhundert hatte in der Region das Westpfälzer Wandermusikantentum Bedeutung. Zudem befindet sich vor Ort eine Kuk-Sool-Won-Schule.

### Verkehr
Durch den Ort verlaufen die Landesstraßen 364 und 367. Im Südwesten befindet sich die A 62. In Theisbergstegen ist ein Bahnhof der Bahnstrecke Landstuhl–Kusel. Oberstaufenbach selbst ist durch die Buslinie 277 des VRN, die von Altenglan nach Etschberg verläuft, an das Nahverkehrsnetz angeschlossen.

### Tourismus
Durch Oberstaufenbach verläuft der Pfälzer-Land-Radweg.

## Persönlichkeiten

### Söhne und Töchter der Gemeinde
- Daniel Kuntz (1860–1959), Musiker

### Personen, die vor Ort gewirkt haben
- Nerdkultur,  Moderator und Webvideoproduzent, stammt aus Oberstaufenbach